# Joaquín Castellanos
Joaquín Castellanos (n. Salta, 21 de abril de 1861 - † Tigre, 28 de septiembre de 1932) fue un político, jurisconsulto, poeta argentino del siglo XIX y XX.

## Biografía
Nació en Salta el 21 de abril de 1861 y estudió en Rosario. De muy joven adhirió a la lucha política. Actuó junto a los rebeldes porteños junto a Carlos Tejedor, en la revolución del 80. Fue herido en una pierna lo que le causó una discapacidad permanente. Tomó parte en las revoluciones de 1890 y 1893.Ejerció el periodismo. Estuvo junto a Leandro N. Alem y fue desterrado a Montevideo. De aquella época es su composición más recordada, El borracho. Regresó a Buenos Aires y publicó Ojeadas literarias. Fue director del periódico El Argentino.
Fue elegido diputado de la legislatura bonaerense. Se doctoró en leyes en 1896 con la tesis Cuestiones de derecho público. Fue el primer docente de la cátedra de Historia Argentina y Literatura Americana de la Facultad de Filosofía y Letras de la Universidad de Buenos Aires. Fue ministro de gobierno de Bernardo de Irigoyen en 1898. Fue docente en Jujuy y en La Plata. En 1900 fue diputado en el Congreso de la Nación.
Fue nuevamente electo diputado en 1914 y en 1919 fue gobernador de la provincia de Salta, el primero de origen radical, no pudo concluir el mandato a causa de turbulencias políticas.
En 1920, siguiendo las indicaciones de la Comisión Nacional de Homenaje al General Manuel Belgrano, organizó las celebraciones que se tributaron en la ciudad de Salta y que incluyeron una peregrinación al sitio donde se libró la batalla de Salta y honores a la bandera original que obsequió al pueblo salteño. 
Ejerció la docencia en la Universidad del Litoral. Falleció en Buenos Aires el 28 de septiembre de 1932
Un pasaje de la ciudad de Buenos Aires, otro en la ciudad de San Ramón de la Nueva Orán (Salta), una calle en La Lucila (Vicente López) y una calle en el partido de La Matanza en Buenos Aires llevan el nombre Joaquín Castellanos en homenaje a su labor.

## Obras
Publicó los siguientes libros:
- Marcas a Fuego
- Acción y pensamiento
- El limbo
- "El borracho"